# Sallmonë
Sallmonë ([saɫmɔn(ə)]; bepaalde vorm: Sallmona) is een plaats in de deelgemeente Xhafzotaj van de Albanese stad (bashkia) Shijak. Het dorp ligt ten noorden van de plaats Xhafzotaj zelf, op de linkeroever van de rivier de Erzen. Aan de overkant ervan ligt Koxhas, een andere woonkern van Xhafzotaj.